# Área metropolitana de Santa Cruz de Tenerife
El Área metropolitana de Santa Cruz de Tenerife-La Laguna es un área urbana española localizada en el extremo más oriental de la isla canaria de Tenerife. Con un total de 451 339 habitantes (INE 2024), se trata del decimosexto núcleo urbano de España, el segundo del archipiélago tras el área de Las Palmas de Gran Canaria y una de las tres áreas metropolitanas que se encuentran en Tenerife, junto a las de Tenerife Sur y Valle de La Orotava.
El corazón del área metropolitana se articula entre las ciudades de Santa Cruz de Tenerife (capital de la isla y cocapital de Canarias) y San Cristóbal de La Laguna. Ambas ciudades se encuentran físicamente y urbanísticamente unidas, por lo que juntas tendrían una población de aproximadamente 365 000 habitantes.La definición oficial del área viene marcada por la planificación territorial del Cabildo Insular de Tenerife y recibe el nombre de Comarca del Área Metropolitana. Según esta definición, el área está formada por los municipios de Santa Cruz de Tenerife, San Cristóbal de La Laguna, El Rosario y Tegueste, en los que residen 395 612 habitantes (ISTAC 2022).
Debido al crecimiento demográfico experimentado en las últimas décadas,el Área Metropolitana de la capital tinerfeña ha desbordado su comarca original y se extiende, desde un punto de vista demográfico y funcional, por las vecinas comarcas de Acentejo y el Valle de Güimar.

## Definiciones

### Definición oficial
Según la planificación insular, la Comarca del Área Metropolitana abarca los términos municipales de Santa Cruz de Tenerife, San Cristóbal de La Laguna, Tegueste y El Rosario, salvo la parte de los tres primeros incluida en el parque rural de Anaga y la parte del último incluida en el Paisaje Protegido de Las Lagunetas, que forman parte, respectivamente, de las comarcas de Anaga y del Macizo Central. La superficie total aproximada es de 16.726 hectáreas.
Para el Instituto Canario de Estadística, la comarca metropolitana está conformada por la totalidad de los cuatro términos municipales. Los datos poblacionales en 2022 son los siguientes:
| Municipio                  | Población | Superficie km² | Densidad h/km² |
| -------------------------- | --------- | -------------- | -------------- |
| Santa Cruz de Tenerife     | 208 688   | 150,56         | 1386           |
| San Cristóbal de La Laguna | 157 815   | 102,06         | 1546           |
| El Rosario                 | 17 750    | 39,42          | 450            |
| Tegueste                   | 11 359    | 26,4           | 430            |
| Total                      | 395 612   | 318,44         | 1242,34        |

### Gran Área Urbana
El Ministerio de Vivienda y Agenda Urbana define al área urbana de Santa Cruz de Tenerife-La Laguna como la conformada por los siguientes municipios:
| Municipio                  | Población | Superficie km² | Densidad h/km² |
| -------------------------- | --------- | -------------- | -------------- |
| Santa Cruz de Tenerife     | 208 688   | 150,6          | 1386           |
| San Cristóbal de La Laguna | 157 815   | 102,1          | 1546           |
| Candelaria                 | 28 485    | 49,2           | 579            |
| Tacoronte                  | 24 592    | 30,1           | 817            |
| El Rosario                 | 17 750    | 39,4           | 450            |
| Tegueste                   | 11 359    | 26,4           | 430            |
| Total                      | 448 689   | 397,7          | 1128           |

### Área Urbana Funcional
El Área Urbana Funcional (AUF) consiste en una ciudad y los municipios que forman su entorno funcional, concretamente de influencia laboral. Un municipio pertenece al AUF de una ciudad si el 15% o más de su población ocupada se desplaza a la ciudad por motivos de trabajo. El Instituto Nacional de Estadística considera al AUF de Santa Cruz de Tenerife como la conformada por 13 municipios: Arafo, Candelaria, Fasnia, Güímar, San Cristóbal de La Laguna, La Matanza de Acentejo, El Rosario, Santa Cruz de Tenerife, Santa Úrsula, El Sauzal, Tacoronte, Tegueste y La Victoria de Acentejo, con una población total de 520 728 habitantes.

### AUDES5
El proyecto AUDES define un área metropolitana formada por 6 municipios y una población de 435 558 habitantes y una región urbana de 581 947 habitantes.

#### Población en 2012
| Municipio                  | Población | Superficie km² | Densidad h/km² |
| -------------------------- | --------- | -------------- | -------------- |
| Santa Cruz de Tenerife     | 206 965   | 150,6          | 1374,63        |
| San Cristóbal de La Laguna | 153 224   | 102,1          | 1501,31        |
| Tacoronte                  | 23 718    | 30,1           | 788,24         |
| El Rosario                 | 17 330    | 39,4           | 439,51         |
| Tegueste                   | 10 904    | 26,4           | 412,87         |
| El Sauzal                  | 9037      | 18,3           | 493,56         |
| Total                      | 421 178   | 366,9          | 1147,93        |

#### Evolución de la población
| 1900   | 1920   | 1940    | 1960    | 1970    | 1981    | 1991    | 2001    | 2006    | 2007    | 2008    | 2010    |
| ------ | ------ | ------- | ------- | ------- | ------- | ------- | ------- | ------- | ------- | ------- | ------- |
| 61 801 | 82 203 | 125 216 | 216 738 | 269 239 | 336 167 | 360 998 | 399 104 | 423 022 | 424 200 | 430 324 | 435 558 |

#### Conurbación
La segunda tipología de área metropolitana de Tenerife coincide prácticamente con la que establece la ley de grandes ciudades. Si tomamos como referencia la conurbación de la zona metropolitana y norte, que se produce entre Santa Cruz de Tenerife y las distintas ciudades y localidades de la región, esta cifra asciende a 581 947 habitantes.
| Municipio               | Población | Superficie km² | Densidad h/km² |
| Área metropolitana      | 421 178   | 366,9          | 1147,93        |
| ----------------------- | --------- | -------------- | -------------- |
| La Orotava              | 41 726    | 207,3          | 201,27         |
| Los Realejos            | 38 028    | 57,1           | 666,11         |
| Puerto de la Cruz       | 32 665    | 8,7            | 3741,70        |
| Santa Úrsula            | 14 374    | 22,6           | 636,30         |
| La Victoria de Acentejo | 9049      | 18,4           | 492,86         |
| La Matanza de Acentejo  | 8806      | 14,1           | 624,10         |
| La Guancha              | 5441      | 23,8           | 228,90         |
| San Juan de la Rambla   | 5103      | 20,7           | 246,88         |
| Área La Orotava         | 155 192   | 372,7          | 416,40         |
| Total                   | 576 370   | 739,5          | 779,40         |

## Sanidad

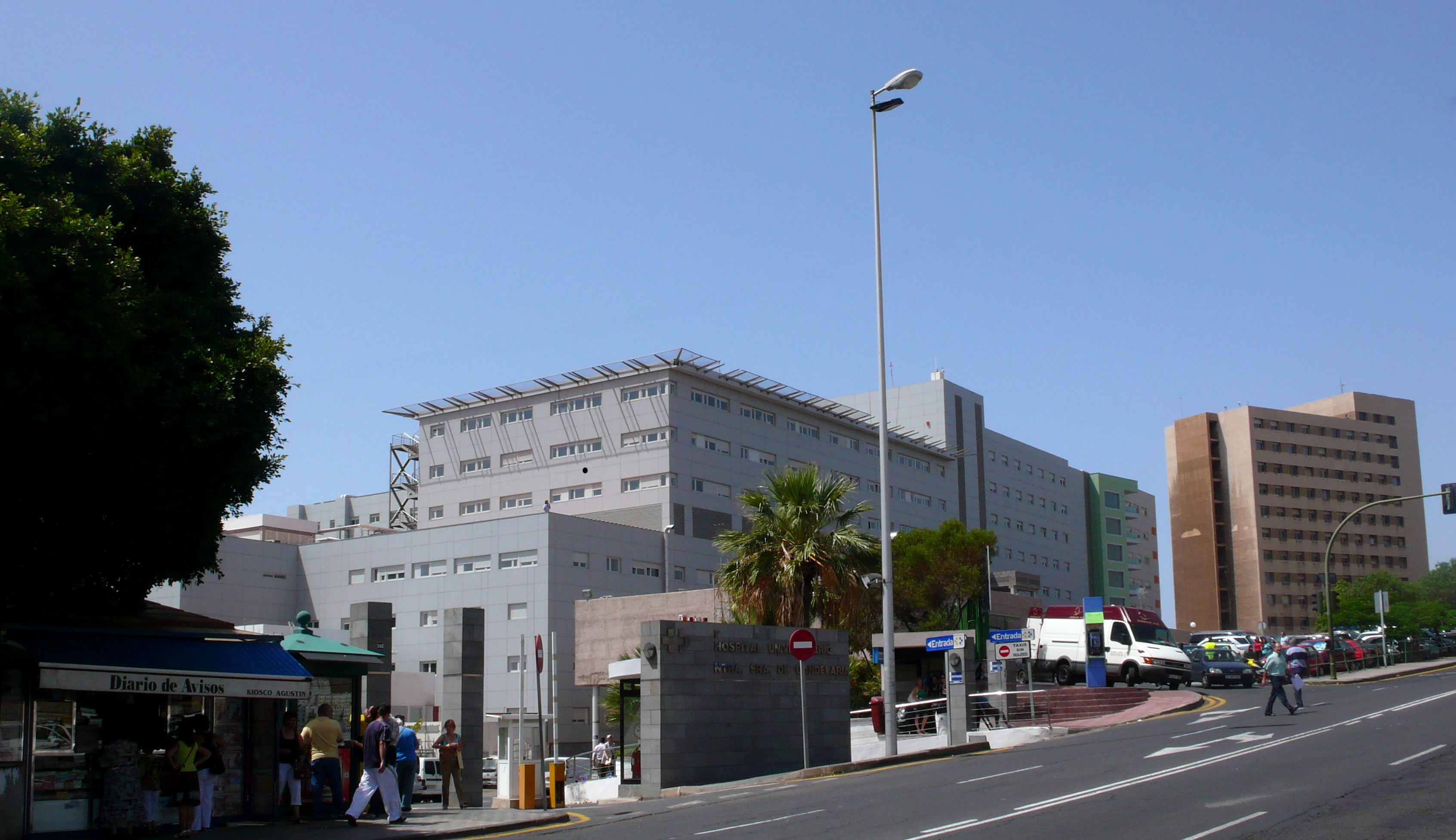
Hospital Universitario Nuestra Señora de Candelaria.

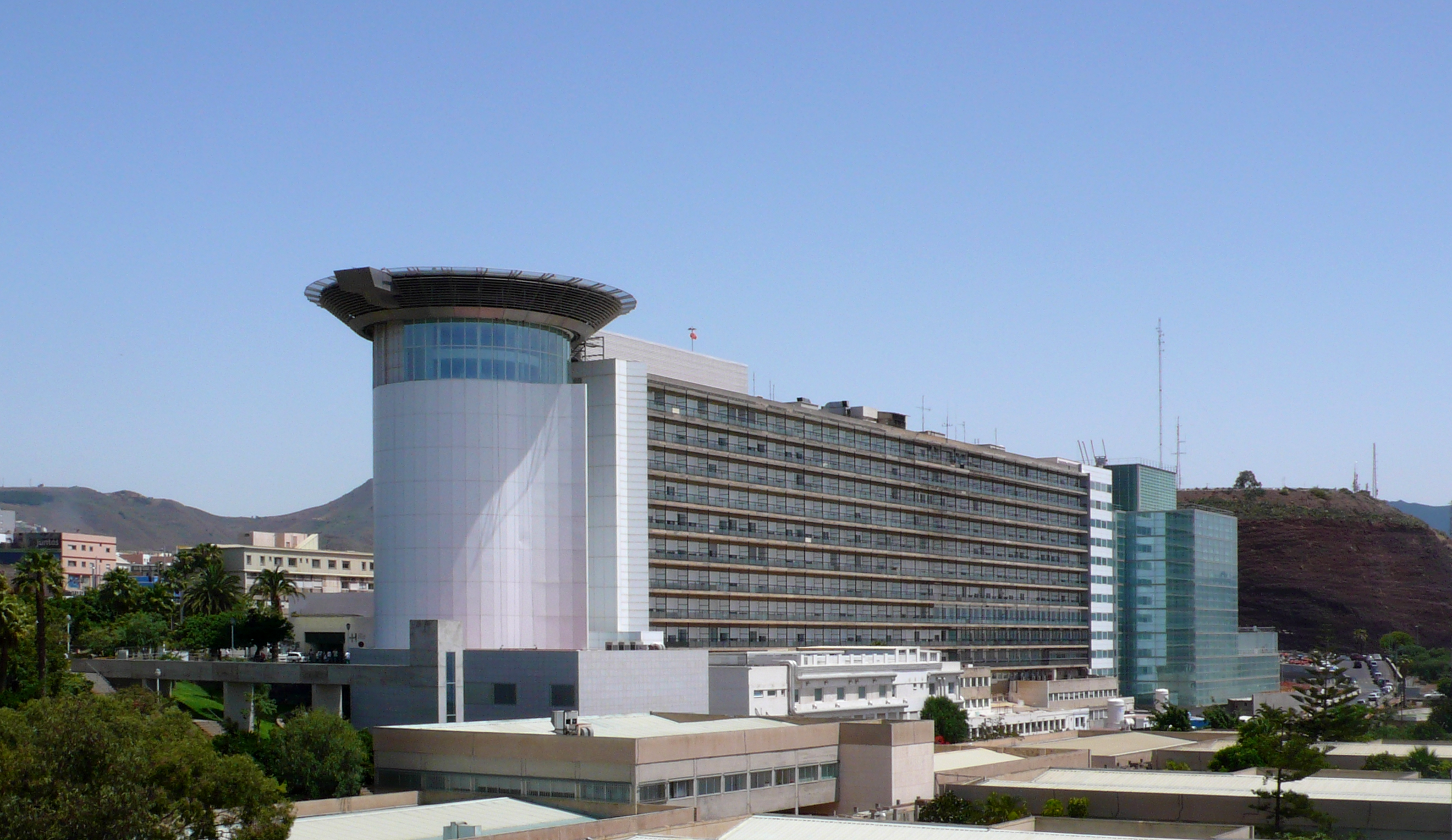
Hospital Universitario de Canarias.

Los dos centros hospitalarios de Tenerife se encuentran en esta área metropolitana son: el Hospital Universitario Nuestra Señora de Candelaria (en Santa Cruz de Tenerife) y el Hospital Universitario de Canarias (en La Laguna).

## Economía
La principal fuente económica de la comunidad autónoma de Canarias es el turismo, aunque también cabe a destacar el comercio.

## Educación
La Universidad de La Laguna se encuentra distribuida entre los municipios de San Cristóbal de La Laguna, donde tiene su sede central e institucional así como la mayor parte de sus Campus y facultades, y Santa Cruz de Tenerife, en la que se halla la Escuela Técnica Superior de Náutica, Máquinas y Radioelectrónica Naval.
Además en la zona alta de Santa Cruz de Tenerife se encuentra el Conservatorio Superior de Música de Canarias (sede provincial), entre otros y ambas ciudades concentran gran número de centros públicos y privados de educación superior y formación profesional.

## Transportes

### Aeropuerto
El Aeropuerto de Tenerife Norte (IATA: TFN, OACI: GCXO), es un aeropuerto de la red de AENA situado en Tenerife, en el municipio de San Cristóbal de La Laguna. Su categoría OACI es 4-E, mientras que para la DGAC española es un aeropuerto de segunda categoría.
El aeropuerto forma parte del aeródromo de utilización conjunta Tenerife Norte/Los Rodeos junto con la Base Aérea de Los Rodeos de las FAMET. 
Combinado con el Aeropuerto Tenerife Sur, congregan el mayor movimiento de pasajeros de Canarias con 12 764 375 pasajeros (informe de AENA) y líneas de bajo coste, con un total de 20.

### Puerto

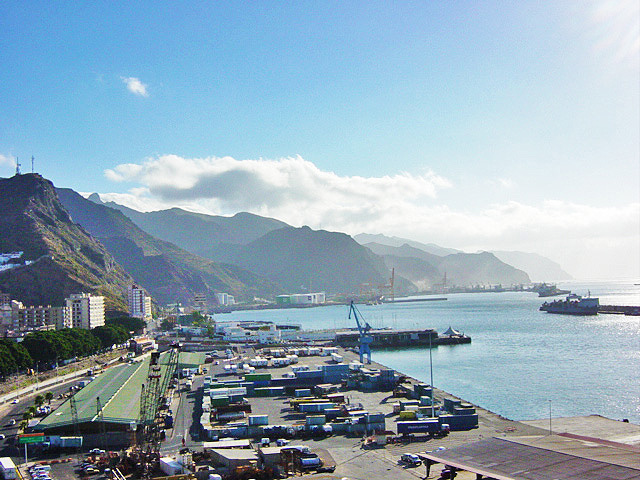
Puerto de Santa Cruz de Tenerife.

El Puerto de Santa Cruz de Tenerife es un puerto pesquero, comercial, de pasajeros y deportivo de la ciudad de Santa Cruz de Tenerife, capital de la isla, (Canarias, España), situado en el océano Atlántico. Es gestionado por la Autoridad Portuaria de Santa Cruz de Tenerife. 
Es el primer puerto pesquero de Canarias con aproximadamente 7500 toneladas de pesca capturada, según el anuario estadístico de Puertos del Estado del año 2006 (último del que hay resultados). Siguiendo ese informe es el puerto canario que mayor número de pasajeros registra. Del mismo modo, es el segundo puerto de España en movimiento de buques y en automóviles embarcados, sólo superado por el Puerto Bahía de Algeciras. Asimismo, es el mayor puerto de España en cuestión de cruceros y similares (barcazas, y otras embarcaciones de gran tamaño). En este puerto han atracado algunos de los trasatlánticos más grandes del mundo como el Queen Mary 2 (2004) y el Queen Elizabeth 2 también en 2004.

### Guaguas
Santa Cruz de Tenerife dispone de 20 líneas urbanas de guaguas pertenecientes al consorcio insular de transportes, TITSA. Se distribuyen en 6 líneas circulares (904, 908, 913, 914, 920 y 921), 10 líneas que unen la parte baja de la ciudad con los barrios (901, 902, 903, 905, 906, 907, 911, 912, 915 y 918) y 4 que conectan el centro con los barrios costeros (909, 910, 916 y 917).
La mayoría de estas líneas tienen su punto de partida en el Intercambiador de Transportes de Santa Cruz de Tenerife, en la Avenida 3 de Mayo. Desde ahí salen las guaguas que conectan la capital con el resto de la isla y los barrios de la zona metropolitana.
Mientras, San Cristóbal de La Laguna posee seis líneas de guagua de transporte urbano que también cubre la compañía TITSA: se trata de las líneas 018, 020, 201, 202, 204, 206, 217, 218 y 551. Esta última sólo se realiza durante los meses de julio y agosto para dar cobertura a los servicios en la zona de costa del núcleo poblacional de Valle de Guerra.

### Tranvía

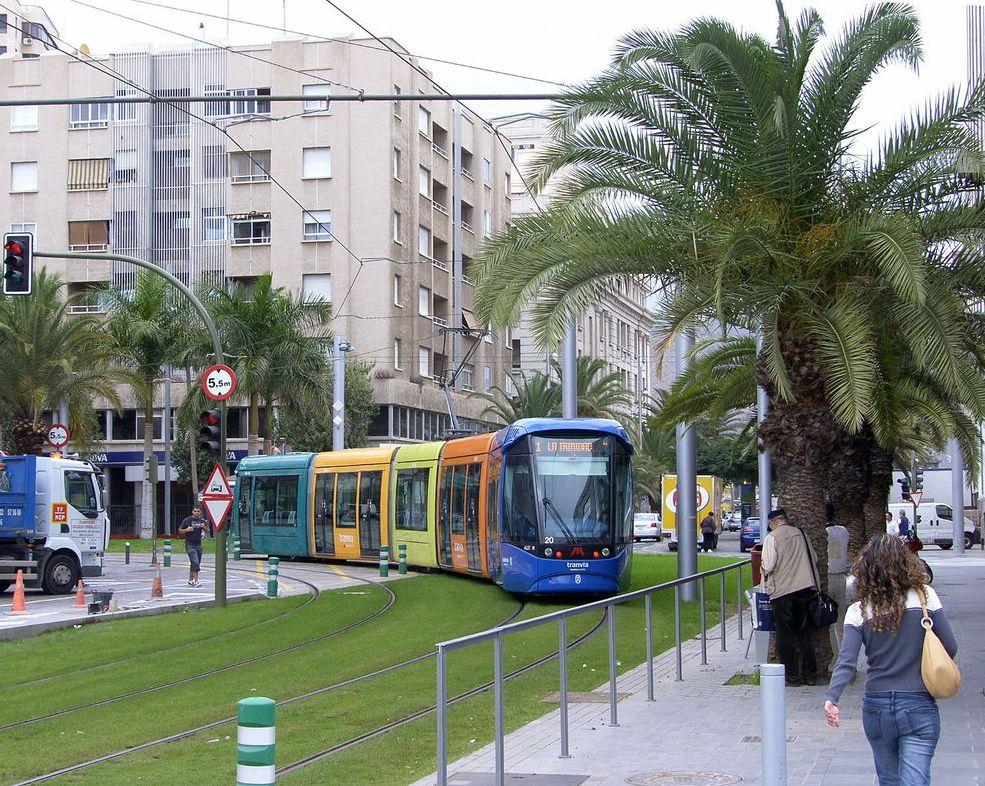
Unidad del tranvía de Tenerife.

El día 2 de junio de 2007 entró en funcionamiento el Tranvía de Tenerife, que recorre en su línea 1 gran parte de la zona metropolitana de Santa Cruz. Su salida está situada en el Intercambiador junto a los juzgados de la capital. El 30 de mayo de 2009, entró en servicio la línea 2, que une el núcleo de Tíncer con La Cuesta. Las líneas 3 y 4 están en proyecto. Asimismo, de ese lugar se esperaba que partiera un tren de alta velocidad, paralelo a la autopista del sur, llegando hasta Playa de las Américas, en los municipios de Adeje y Arona. Pero su falta de apoyo financiero y las discrepancias sobre su necesidad paralizó este proyecto en noviembre del 2011.